# Gazi Huseyin Bajá
Gazi Huseyin Bajá ("Huseyin Bajá el guerrero"; murió 1659), también conocido como Deli Huseyin Bajá ("el Loco") o Sarı Huseyin Bajá ("el Rubio") o Baltaoglu Huseyin Bajá ("Hacha"), fue un oficial militar y estadista otomano. Fue gobernador de Egipto (1635-1637), Kapudan Bajá en la década de 1630 y brevemente Gran Visir en 1656. 
Durante su tiempo como gobernador de Egipto, se hizo conocido por su crueldad. Trajo consigo a Egipto a un gran número de Drusos, que cometieron robos en El Cairo, la capital, y sus hombres extorsionaron a los lugareños para una próxima fiesta que celebraba su llegada. Se dice que asesinó a personas "por deporte", y la población local estaba muy descontenta. Ejecutó a más de 1200 personas, sin incluir a las que mató por su propia mano.
A pesar de su crueldad, Hüseyin Pasha fue un hábil comandante y líder de las tropas locales, lo que fue una tarea particularmente difícil en Egipto. Estuvo atento a los detalles del gobierno en el diván y logró reducir los hurtos y robos en Egipto.
Después de Egipto, luchó en la campaña de Bagdad, capturando varios fuertes.
Más tarde fue nombrado almirante de la flota otomana. Como tal, pudo capturar 30 galeras corsarias en el Mar Negro. Luego luchó, entre otros lugares, en Budapest, Bagdad y Ucrania.
Fue uno de los principales comandantes y protagonistas de la Guerra de Candía, donde, a pesar de las difíciles circunstancias, pudo capturar varios fuertes, incluido Rethymno. También construyó muchos edificios en Creta. Debido a sus éxitos, el sultán lo ascendió a Gran visir. Sin embargo, cambió de opinión en el último momento.